# Jan Potměšil
Jan Potměšil (* 31. března 1966 Praha) je český herec, syn pedagoga Jaroslava Potměšila. Přestože je upoután na invalidní vozík, je oceňovaným divadelním i filmovým hercem.

## Herecká kariéra
Poprvé účinkoval v 8 letech v legendárním cyklu diváckých televizních příběhů Bakaláři, téma Vánoce, na které nikdy nezapomenu (1975), povídka Lokomotiva. Jeho hereckým protihráčem nebyl nikdo jiný, než Vladimír Menšík. V 11 letech hrál v televizním seriálu Žena za pultem. Později herectví vystudoval a ztvárnil řadu romantických (např. Jíra v pohádce O princezně Jasněnce a létajícím ševci), ale i dramatických (Milan v dokudramatu Proč?, Martin v Bony a klid) postav ve filmu i divadle.
8. prosince 1989, krátce poté, co se účastnil listopadových demonstrací, utrpěl při automobilové havárii zranění páteře, po kterém částečně ochrnul. V automobilu s ním cestovali Jan Kačer a dokumentarista Václav Křístek. Jan Potměšil odmítá uvést jméno řidiče, pouze uvedl, že to byl výtvarný umělec. Pro deník Blesk uvedl: „Kačer seděl vedle řidiče, já byl vzadu. Byl jsem hodně unavený a spal jsem. Nic si od té doby nepamatuji. Probudil jsem se až v únoru v nemocnici na Karláku a zjistil, že se nemohu hýbat. Dodnes je nejasné, proč jsem vypadl z auta. Snad nehodu způsobil mikrospánek řidiče.“ Co se tehdy stalo, dodnes přesně nikdo neví. Jan Kačer poklimbával a matně si pouze vzpomíná, že se blížili ku Praze, protože viděl ceduli Říčany. Pak také usnul.
Po dlouhém léčení a rehabilitaci je Jan Potměšil upoután na invalidní vozík, ale nadále je aktivním hercem.
V současnosti je členem Divadelního spolku Kašpar, který hraje v Divadle v Celetné. Ztvárňuje zde řadu rolí, z nichž nejúspěšnější je patrně hlavní postava ve hře Růže pro Algernon. Tato hra se úspěšně hraje přes 20 let a měla přes 880 repríz (2023).
Za ztvárnění titulní role v Shakespearově hře Richard III. získal Cenu Alfréda Radoka. Mezi další zaznamenáníhodné role patří Syn (Ježíš) v Mittererově Účtování v domě božím nebo Claudius v Hamletovi. Ve scénických čteních Lyry Pragensis ztvárnil Dickieho v Bachově Útěcích do bezpečí, Fletchera v Jonathanu Livingstonu Rackovi téhož autora či malíře Henri Toulouse-Lautreca v Pavlíkově hře Krása z Moulin Rouge. Ve volně šiřitelné zvukové nahrávce Nového zákona čte svatého Jana.
Oženil se 24. srpna 2004.

## Podpora lidských práv v ČLR

### Koncert v Senátu PČR 2012
27. ledna 2012 vystoupila Jitka Hosprová společně s Martou Kubišovou a hercem Janem Potměšilem na dobročinném koncertu na podporu vězněného čínského advokáta Kao Č'-šenga a pronásledovaných praktikujících Fa-lun-kungu. Koncert proběhl v hlavním sále Senátu PČR pod záštitou místopředsedkyně senátu Aleny Palečkové.

### Koncert „Svědomí nelze koupit“ 2014
V pražském Kostele sv. Anny se 6. října 2014 konal koncert na podporu lidí nespravedlivě stíhaných čínským režimem, zejména následovníků Fa-lun-kungu a advokáta Kao Č'-šenga. Na akci nazvané „Svědomí nelze koupit“ vystoupili bez nároku na honorář zpěvačka Marta Kubišová, přední česká violová virtuoska Jitka Hosprová, herec Jan Potměšil, herec a zpěvák Jan Budař, dámské vokální kvarteto Yellow Sisters, zpěvačka a herečka Olga Lounová a kapela Daniel and the Moravians. Vystoupení pořádalo občanské sdružení Lidská práva bez hranic. Koncert proběhl pod záštitou Nadace Dagmar a Václava Havlových Vize 97 link. Koncert podpořili Jaroslav Dušek a Monika Šimůnková. Účastníci a diváci koncertu společně podepsali dopis adresovaný prezidentu Miloši Zemanovi.
Na koncertu vystoupil také čínský emigrant žijící v Německu Kuo Ťu-feng, který byl v Číně po více než rok vězněn a mučen za to, že se věnoval praxi Fa-lun-kung a odmítl se podvolit nátlaku čínského režimu, který Fa-lun-kung 20. července 1999 zakázal.
Dalšími hosty byli religionista docent Zdeněk Vojtíšek z Karlovy univerzity, který hovořil o problematice pronásledování Fa-lun-kungu z hlediska religionistiky nebo politička Kateřina Jacques, která poukázala na nedávnou návštěvu čínského politika Čanga Kao-liho v Praze v čele pětisetčlenné čínské delegace. Vicepremiér Čang Kao-li je důvodně podezřelý ze zapojení do genocidy Fa-lun-kungu, opakovaně vydával v rámci svých úřednických postů nařízení k zásahům proti Fa-lun-kungu, v důsledku čehož došlo podle organizace WOIPFG k padesáti šesti ověřeným úmrtím. Podle stránek minghui.org spojených s hnutím Fa-lun-kung vedla nařízení Čanga Kao-liho k tisícům případů zatčení, věznění a mučení následovníků Fa-lun-kungu.

## Filmografie

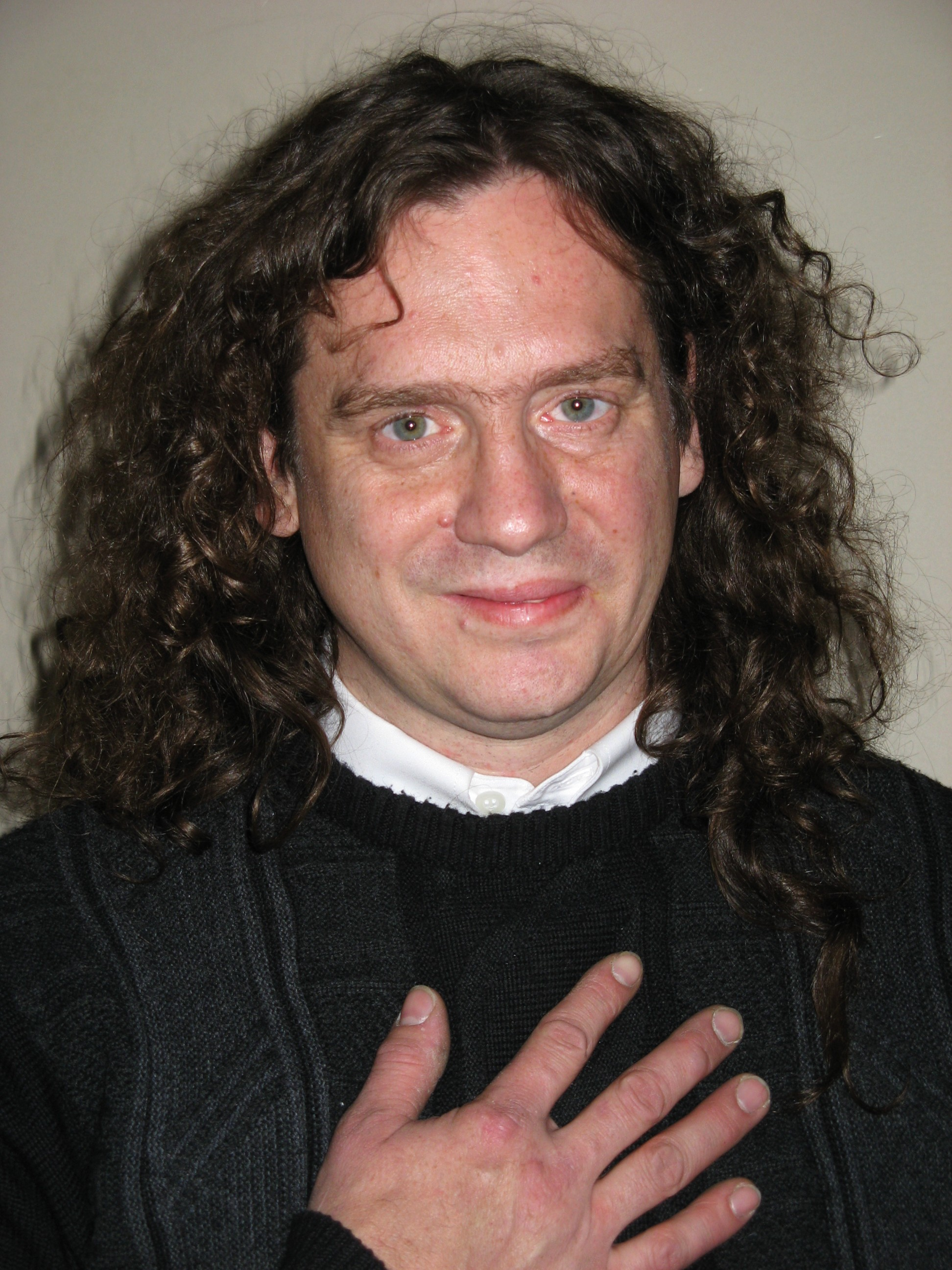
Jan Potměšil

### Filmy
- Tajemství Ocelového města (1978)
- Neohlížej se, jde za námi kůň! (1979)
- Proč? (1987)
- O princezně Jasněnce a létajícím ševci (1987)
- Bony a klid (1987)
- Vlastně se nic nestalo (1988)
- V erbu lvice (1994)
- Jméno kódu Rubín (1996)
- Bolero (2004)
- Bony a klid 2 (2014)

### Televizní seriály
- Žena za pultem (1977)
- Třetí patro (1985)
- Dlouhá míle (1989)
- O zvířatech a lidech (1994)
- Eden (2006)